# Chung kết UEFA Champions League 2000
Trận chung kết UEFA Champions League năm 2000 là trận chung kết thứ tám của UEFA Champions League và là trận chung kết thứ bốn mươi lăm của Cúp C1 châu Âu. Đây là trận đấu giữa hai đội bóng cùng của Tây Ban Nha, Real Madrid và Valencia trên sân vận động nước Pháp ở Saint-Denis, Pháp vào ngày 24 tháng 5 năm 2000. Đây là lần đầu tiên kể từ khi tổ chức Cúp C1, 2 đội bóng cùng 1 quốc gia vào chơi trận chung kết. Với chiến thắng 3–0, Real Madrid lần thứ 2 trong vòng 3 năm và tám lần tổng cộng giành Cúp C1 châu Âu.

## Chi tiết trận đấu
| Real Madrid                              | 3–0      | Valencia |
| ---------------------------------------- | -------- | -------- |
| Morientes 39' · McManaman 67' · Raúl 75' | Chi tiết |          |

| Real Madrid | Valencia |

| GK                 | 27 | Iker Casillas        |     |     |
| SW                 | 15 | Iván Helguera        |     |     |
| CB                 | 18 | Aitor Karanka        |     |     |
| CB                 | 12 | Iván Campo           |     |     |
| RWB                | 2  | Míchel Salgado       | 37' | 85' |
| LWB                | 3  | Roberto Carlos       | 59' |     |
| RM                 | 8  | Steve McManaman      |     |     |
| CM                 | 6  | Fernando Redondo (c) |     |     |
| LM                 | 7  | Raúl                 |     |     |
| CF                 | 9  | Fernando Morientes   |     | 72' |
| CF                 | 19 | Nicolas Anelka       |     | 80' |
| Dự bị:             |    |                      |     |     |
| GK                 | 1  | Bodo Illgner         |     |     |
| DF                 | 4  | Fernando Hierro      |     | 85' |
| DF                 | 5  | Manuel Sanchís       |     | 80' |
| MF                 | 11 | Sávio                |     | 72' |
| MF                 | 21 | Geremi               |     |     |
| MF                 | 22 | Christian Karembeu   |     |     |
| FW                 | 20 | Elvir Baljić         |     |     |
| Huấn luyện viên:   |    |                      |     |     |
| Vicente del Bosque |    |                      |     |     |

| GK               | 1  | Santiago Cañizares  | 63'   |     |
| RB               | 20 | Jocelyn Angloma     |       |     |
| CB               | 5  | Miroslav Đukić      |       |     |
| CB               | 2  | Mauricio Pellegrino | 90+2' |     |
| LB               | 31 | Gerardo             | 38'   | 69' |
| DM               | 8  | Javier Farinós      | 82'   |     |
| RM               | 6  | Gaizka Mendieta (c) |       |     |
| LM               | 18 | Kily González       |       |     |
| AM               | 14 | Gerard              |       |     |
| CF               | 10 | Miguel Ángel Angulo |       |     |
| CF               | 7  | Claudio López       |       |     |
| Dự bị:           |    |                     |       |     |
| GK               | 13 | Jorge Bartual       |       |     |
| DF               | 3  | Joachim Björklund   |       |     |
| MF               | 9  | Óscar               |       |     |
| MF               | 21 | Luis Milla          |       |     |
| MF               | 23 | David Albelda       |       |     |
| FW               | 11 | Adrian Ilie         |       | 69' |
| FW               | 17 | Juan Sánchez        |       |     |
| Huấn luyện viên: |    |                     |       |     |
| Héctor Cúper     |    |                     |       |     |

| Trợ lý trọng tài: Gennaro Mazzei (Ý) Piergiuseppe Farneti (Ý) Trọng tài thứ 4: Domenico Messina (Ý) | Quy tắc trận đấu - Thời gian chính thức 90 phút. - Thêm 30 phút hiệp phụ nếu hòa. - Sút luân lưu nếu vẫn hòa. - Được đăng ký 7 cầu thủ dự bị. - Tối đa 3 quyền thay người. |